# Pequop
Pequop é uma área não incorporada e cidade fantasma do condado de Elko, estado de Nevada, nos Estados Unidos.

## História
Pequop foi de início uma paragem da Central Pacific Railroad e mais tarde da Southern Pacific Railroad. Foram ali erigidos vários edifícios para alojar os ferroviários da estação. A estação tinha um problema: estava localizada num local  com montanhas elevadas e quando nevava era necessário limpar  a linha férrea. O fim da vila de Pequop teve lugar na década de 1940 como aconteceu em outros locais: tudo se deveu à substituição do vapor pelo diesel, tornando tudo o que existia em Pequop obsoleto. Todos os edifícios desapareceram e todos habitantes abandonaram o local, restando na atualidade muito pouco da antiga vila.